# جامپائولو مورلی
جامپائولو مورلی (ایتالیایی: Giampaolo Morelli؛ زادهٔ ۲۵ نوامبر ۱۹۷۴) کارگردان فیلم، بازیگر، فیلم‌نامه‌نویس، و مجری تلویزیون اهل ایتالیا است.
از فیلم‌ها یا برنامه‌های تلویزیونی که وی در آن نقش داشته‌است، می‌توان به زندگی‌های به فنا رفته، کنزینگتون جنوبی، حوزه استحفاظی، طبقه ۱۷، هیچ‌کجا مثل خانه نیست و آموری و مالاویتا اشاره کرد.